# Jean de Marguenat
Comte Jean Richard André de Marguenat (* 2. Mai 1893 in Paris; † 16. April 1956 ebenda) war ein französischer Regisseur, Drehbuchautor und Autorennfahrer.

## Regisseur und Drehbuchautor
Jean de Marguenat arbeitete in den 1930er- und 1940er-Jahren in der französischen Filmbranche. Zu seinen wichtigsten Produktion gehörte der 1937 gedrehte Film The Street Singer mit Margaret Lockwood in einer Hauptrolle.

## Karriere im Motorsport
Jean de Marguenat war in den 1920er-Jahren dreimal als Werksfahrer von Rolland-Pilain beim 24-Stunden-Rennen von Le Mans am Start. Beim Debütrennen 1923 pilotierte er einen Rolland-Pilain B22 an die 17. Stelle der Gesamtwertung. Sein Partner war sein Landsmann Gaston Delalande. 1924 schied er nach 18 gefahrenen Runden nach einem technischen Defekt aus. Bei seinem letzten Start bei diesem Langstreckenrennen 1925 erreichte er den siebten Gesamtrang und blieb in der Klasse von Rennfahrzeugen zwischen 1,5- und 2-Liter-Hubraum siegreich.

## Statistik

### Le-Mans-Ergebnisse
| Jahr | Team                                  | Fahrzeug                       | Teamkollege      | Platzierung | Ausfallgrund |
| ---- | ------------------------------------- | ------------------------------ | ---------------- | ----------- | ------------ |
| 1923 | Rolland-Pilain                        | Rolland-Pilain B22             | Gaston Delalande | Rang 17     |              |
| 1924 | Ets. Automobiles Rolland et Pilain SA | Rolland-Pilain C23 Sport       | René Gaudin      | Ausfall     | kein Benzin  |
| 1925 | SA des Établissements Rolland-Pilain  | Rolland-Pilain C23 Super Sport | Louis Sire       | Rang 7      |              |